# Friedrich Wilhelm von Raison
Friedrich Wilhelm Albrecht Karl Maximilian Raison,dal 1787 von Raison, (Coburgo, 13 gennaio 1726 – Mitau, 20 novembre 1791) è stato un politico e educatore tedesco, capostipite della famiglia dei Raison.

## Famiglia
Il padre, Jean Ferdinand Raison (* negli anni 1680 a Parigi, † 3 dicembre 1764 a Coburg), era un rifugiato francese e aveva nove figli nel suo primo matrimonio e cinque figli nel suo secondo matrimonio. Friedrich Wilhelm era il sesto figlio. La madre, Charlotte Raison née Badon, morì il 26 aprile 1736 a Jena.
Il 23 febbraio 1772 sposò Anna Sophie Recke a Mitau. Aveva sei figli con lei:
1. Friedrich Sigismund von Raison (26 novembre 1773 Mitau, morto prima del 1800), detto anche "de Raison, Fridericus Sigismundus", entrò nel servizio militare reale prussiano.
2. Johann Georg Wilhelm von Raison (13 gennaio 1775 Mitau - 1 giugno 1836 Groß-Autz) parroco di Groß-Autz, studiò fisica sperimentale (tra cui WS 1795/1796 con Georg Christoph Lichtenberg, doppiamente sposato, 1° matrimonio 1803 Luise Wehrt (morto nel 1809), 2° matrimonio 1803 Luise Wehrt (morto nel 1809), 2° matrimonio 1809). Sposata Charlotte Wilhelmine Bursy); membro della Società degli uomini liberi, 1800 pastore assistente di Karl Dietrich Wehrt a Groß-Autz, Alt-Autz e Ihlen, 1811 suo successore; menzione a St. Petersburgische Zeitschrift 1824 ).
3. Charlotte Sophie von Raison (7 luglio 1776 Mitau - 7 marzo 1777 Mitau)
4. Charlotte Christiane von Raison (11 marzo 1778 Mitau - 1795 Dresda), matrimonio a circa 14 anni, con Carl Christian Schiemann.
5. Karl von Raison (30. gennaio 1780 Mitau - 3. agosto 1811 Schwarden/ Secondo Karl Dannenberg: nato nel 1776 25/6 zu Mitau, morto in estate 1812) studiò legge. 28 luglio 1796, era Arrendebesitzer von Schwarden, sposato con Karoline von Raison, nata Klappmeyer, anche "Caroline".
6. Dorothea Henriette von Raison (1 luglio 1786 Mitau - 16 aprile 1790 Mitau)

## Vita
Friedrich Wilhelm von Raison ha studiato legge all'Università di Jena e si è recato come educatore di un giovane barone da Kampenhausen a Livonia per poi accompagnarlo nei suoi viaggi in Germania. In seguito ha proseguito gli studi a Jena e ha letto contemporaneamente per molti Curlandesi e Livlandesi presenti all'università un collegio sulla storia e la costituzione della loro patria.
Nel 1760, uno dei suoi amici fidati, il successivo Landhofmeister Herr von Rutenberg, gli raccomandò di assumere la guida di un giovane Herr von Fircks. Venne così nel Kurland come maestro di corte del tenente Ferdinand von Fircks auf Lesten. Ma non vi rimase a lungo, perché il suo allievo non era d'accordo con lui, e andò a Riga. Era lì quando il duca Ernst Johann von Biron, esiliato nel Kurland, tornò da Pietroburgo. Un uomo che aveva studiato e insegnato la storia e la costituzione del paese e che, senza legami familiari nel paese, doveva essere straniero a tutti i partiti, era adatto a diventare il confidente del duca di ritorno.
Nel 1762 fu assunto come segretario di gabinetto. È stato anche il suo consiglio che ha guidato i passi del duca su un terreno ondeggiante, in cui è entrato. Certamente la maggior parte di esso, la cosa più importante che è venuto in scritti dal suo gabinetto, è stato dalla versione di Raison. Dopo l'abdicazione nel 1769 ricevette il 12 febbraio il titolo di consiglio di cancelleria del duca Pietro, in virtù del quale, sebbene non formalmente, in realtà assunse la carica di ministro di spicco.
Ha accompagnato il duca più volte nei suoi viaggi a San Pietroburgo.

### Scienza e arte
Raison non era solo un politico, ma anche una persona con molti interessi nella scienza e nell'arte. Per tutte le collezioni di libri e di opere d'arte create dal duca, egli era la vera anima; attraverso la sua attività la maggior parte di essa si è riunita[13].
La sua peculiarità intellettuale è giustamente segnata dal breve necrologio che l'Intelligenzblatt der Allgemeinen Literatur-Zeitung di Jena gli ha dedicato quando, il 20 novembre 1791, nel bel mezzo di una situazione politica turbolenta, fu strappato al suo duca dalla morte. "Questo uomo meritevole e colto", si dice, "non eccelleva come scrittore", ma era uno degli uomini più arguti del nostro paese, conosciuto per le migliori scienze.
Johann Friedrich von Recke gli dà la stessa testimonianza in una versione più dettagliata, dicendo di lui: "Il suo spirito abbracciava l'intero campo del sapere umano. Scrisse e parlò il latino alla massima perfezione, così come il francese e l'italiano, lesse il greco, l'inglese, lo spagnolo e il russo, capì il lettone e l'estone. La storia e la matematica erano le sue scienze preferite, e in quest'ultima possedeva conoscenze eccellenti. Per tutti i libri e le collezioni d'arte creati dal duca era la vera anima; attraverso la sua attività la maggior parte di essi si sono riuniti. Era responsabile di tutto, ha dato via tutto e ha organizzato tutto. Tutte le monete e le medaglie che il duca Ernst Johann e Pietro avevano coniato fino al 1784 sono anche la sua "invenzione". Quanto al suo carattere, secondo la descrizione del figlio, il pastore Johann Georg Wilhelm von Raison zu Groß-Autz, egli era "un uomo dai principi fermi, dal temperamento infuocato, dal sentimento violento, che non era indebolito da una costituzione potente e da una dieta rigorosa; per questo era considerato di solito più giovane di quanto lo fosse negli anni successivi". "Non amava la grande compagnia, i giochi o simili piaceri che nutrivano la mente e il cuore", dice nella sua necrologia, "ma uno stato d'animo quasi sempre allegro e una felice allegria lo hanno reso il compagno più piacevole nella cerchia dei suoi amici saggiamente scelti".

## Tributi

### Onore materiale da parte del Duca
Nel Kurland il riconoscimento dell'Indigenato era legato ad una risoluzione della cavalleria del Kurland; il duca Pietro di Biron poteva quindi esprimere il suo riconoscimento solo con onori materiali. Nel febbraio 1776, inoltre, nel fondare l'Accademia Petrina, rese giustizia ai suoi meriti e nel febbraio 1776 gli donò una considerevole somma di denaro. Nel 1789 gli lasciò per 99 anni la tenuta Neu-Laschen presso Hasenpoth.

### Elevazione alla nobiltà prussiana
Per i suoi meriti politici, che ha reso in quasi trent'anni di disinteressato servizio alla casa del duca del Kurland sia nell'amministrazione interna che nel campo della politica estera, nel 1787 fu nominato al Consiglio privato dal re Federico II di Prussia e innalzato alla nobiltà.

### Premio postumo della nobiltà ereditaria russa
Con decisione del 18 marzo 1850 con riferimento alla perizia del 21 febbraio 1850, la nobiltà ereditaria russa fu assegnata a Friedrich Wilhelm von Raison. La decisione fu annunciata nella Gazzetta del Senato di San Pietroburgo del 31 marzo 1850. Di conseguenza, la sua famiglia aveva il diritto di iscriversi nella quarta parte del libro della nobile famiglia.